# Barbora Rektorová
Barbora Rektorová (rozená Nešporová, známá jako Bára Rektorová, často přezdívaná jako sushiqueen nebo královna suši) (11. ledna 1981 Praha – 11. srpna 2019) byla česká podnikatelka a blogerka.

## Život
Vystudovala fyzioterapii na Univerzitě Karlově v Praze. Během studia si přivydělávala jako letuška, servírka a provozní v restauraci.
V roce 2006 si založila firmu Sushiqueen. Ta se specializovala na výrobu japonského jídla suši, jeho cateringu či pořádání kurzů. Rektorová později také pomáhala začínajícím podnikatelům v oblasti gastronomie. Působila na řadě přednášek, například na ženském Forbes summitu.
Osm let měla vztah s partnerem Tomášem Rektorem, se kterým měla dva syny. Dne 17. listopadu 2015 u ni byl diagnostikován agresivní nádor v mozku. U podnikání i během zdravotních komplikací zůstala. Od roku 2015 měla přítele Viléma Rubeše, se kterým žila společně se syny z předchozího vztahu v rodinném domě v Jílovém u Prahy.
Z rakoviny se úspěšně vyléčila a začala psát knihu o své nemoci v kombinaci s podnikáním a tím, jak by se měli zdraví lidé chovat, aby nemocní jejich péči psychicky zvládli. V říjnu roku 2018 se jí ale nádor znovu vrátil a léčba chemoterapií a elektrodami už nebyla úspěšná.
Vlivem své onkologické nemoci zemřela čtyři minuty před půlnocí 11. srpna 2019 ve věku 38 let.